# Surf en los Juegos Olímpicos
El surf en los Juegos Olímpicos se realiza desde la edición de Tokio 2020. Son realizadas competiciones en dos categorías: masculina y femenina.
Tras el Campeonato Mundial, es la máxima competición internacional de surf. Es organizado por el Comité Olímpico Internacional (COI), junto con la Asociación Internacional de Surf (ISA).

## Competición
En la primera edición de este deporte en el programa olímpico, en Tokio 2020, participaron 20 hombres y 20 mujeres. El formato de competición fue diferente al del otros eventos realizados por la ISA: se realizaron dos rondas, la inicial y la principal, la inicial consistió de series de cuatro o cinco surfistas, pero la principal fue un cuadro de eliminación directa de dos a dos, con los ganadores de las dos semifinales en la lucha por la medalla de oro y los perdedores en la serie por el bronce.

## Ediciones
| Núm. | Año        | Sede                | Instalación          |
| ---- | ---------- | ------------------- | -------------------- |
| I    | Tokio 2020 | Ichinomiya ( Japón) | Playa de Tsurigasaki |
| II   | París 2024 | Tahití ( Francia)   | Teahupo'o            |

## Palmarés

### Masculino
| Núm. | Sede       | Oro                     | Plata                     | Bronce                  |
| ---- | ---------- | ----------------------- | ------------------------- | ----------------------- |
| I    | Tokio 2020 | Ítalo Ferreira · Brasil | Kanoa Igarashi · Japón    | Owen Wright · Australia |
| II   | París 2024 | Kauli Vaast · Francia   | Jack Robinson · Australia | Gabriel Medina · Brasil |

### Femenino
| Núm. | Sede       | Oro                             | Plata                        | Bronce                  |
| ---- | ---------- | ------------------------------- | ---------------------------- | ----------------------- |
| I    | Tokio 2020 | Carissa Moore · Estados Unidos  | Bianca Buitendag · Sudáfrica | Amuro Tsuzuki · Japón   |
| II   | París 2024 | Caroline Marks · Estados Unidos | Tatiana Weston-Webb · Brasil | Johanne Defay · Francia |

## Medallero histórico
- Actualizado a París 2024.

| Núm. | País           | Oro | Plata | Bronce | Total |
| ---- | -------------- | --- | ----- | ------ | ----- |
| 1    | Estados Unidos | 2   | 0     | 0      | 2     |
| 2    | Brasil         | 1   | 1     | 1      | 3     |
| 3    | Francia        | 1   | 0     | 1      | 2     |
| 4    | Australia      | 0   | 1     | 1      | 2     |
| 4    | Japón          | 0   | 1     | 1      | 2     |
| 5    | Sudáfrica      | 0   | 1     | 0      | 1     |
|      | TOTAL          | 4   | 4     | 4      | 12    |